# Nela Tonković
Nela Tonković je povjesničarka umjetnosti iz Subotice. Kustosica izložbi u Modernoj galeriji Likovni susret (današnja Suvremena galerija) u Subotici. Direktorica je Suvremene galerije u Subotici.
Članica povjerenstva za dodjelu Nagrade Emerik Pavić.
Članica uredništva časopisa za književnost i umjetnost Nova riječ koji izlazi na hrvatskom jeziku, prvog takvog lista u Hrvata u Vojvodini. Članica je ocjenjivačke komisije Likovnog natječaja "Portret Danila Kiša" koji je raspisala Fondacija za omladinsku kulturu i stvaralaštvo "Danilo Kiš". Članica je upravnog odbora Muzeja suvremene umjetnosti Vojvodine. Članica je stručnog žirija za dodjelu Nagrade Lazar Trifunović. 2015. godine bila je predsjednica žirija.
Urednica je knjige Autobiografija s Bélom Kondorom, objavljena u nakladi Moderne galerije Likovni susret u Subotici, koja sadrži 546 stranica dnevničkih bilježaka Bele Durancija od 1962. do 2008. godine o svom prijatelju Kondoru.
Pisala za Refresh Your Life.

## Intervjui
- RTV Yu Eco Razgovor za YuEco popodne Nela Tonkovic 14. travnja 2016., YouTube
- Tv X - Info Kanal Subotica Subotica danas by Nataša - Nela Tonković (15.01.), Tv X, YouTube. Datum objavljivanja: 15. sij 2015.
- Vimeo Intervju na engleskom, dio projekta Subotica & Diversity
- RTV Yu Eco Popodne s Jasminom. Nela Tonkovic 19. veljače 2014., YouTube

## Vanjske poveznice
- Facebook
- Subotica.com Tag Nela Tonković
- Hrvatska matica iseljenika  Arhivirana inačica izvorne stranice od 6. kolovoza 2016. (Wayback Machine) Izložba povodom jubileja udruge CroArt, 28. prosinca 2015.
- Academia.edu
- Subotica.info  Arhivirana inačica izvorne stranice od 27. travnja 2016. (Wayback Machine)